# Elin Reimer
Elin Reimer, född 7 mars 1928 i Frederiksberg, död 17 september 2022 i Virum, Lyngby-Tårbæks kommun, var en dansk skådespelare. Reimer blev troligen främst känd för rollen som kokerskan Laura i Matador 1978–1982.

## Biografi
Reimer spelade teater på Aalborg Teater, Aarhus Teater och Svalegangen mellan 1954 och 1968, och arbetade därefter vid Gladsaxe Teater, Folketeatret och Det Kongelige Teater, där hon var anställd mellan 1976 och 1989. Därefter har hon frilansat; bland annat spelade hon monologen Skriverjomfruen på Folketeatret 1994.
Reimer blev emellertid mest känd för sin medverkan i den danska TV-serien Matador där hon spelade kokerskan Laura, som arbetar i köket hos familjen Varnæs. Hon spelade även i ett flertal andra TV-serier och filmer, bland annat som den arga damen fru Olsen i de populära familjefilmerna Krummerne.
Lördagen den 17 september 2022 somnade Reimer stilla in i sitt hem i Virum, Lyngby-Tårbæks kommun i utkanten av Köpenhamn.

## Filmografi i urval
- 1967 – Människor möts och ljuv musik uppstår i hjärtat
- 1974–1976 – Huset på Christianshavn (TV-serie)
- 1978–1982 – Matador (TV-serie)
- 1978 – Du står inte ensam
- 1978 – Släkten
- 1979 – Olsen-banden overgiver sig aldrig
- 1984 – Midt om natten
- 1991 – Krummerne
- 1992 – Krummerne 2
- 1994 – Krummerne 3
- 2003 – Se dagens lys
- 2006 – Drömmen

## Teater

### Roller (ej komplett)
| År   | Roll          | Produktion                    | Regi                | Teater               |
| ---- | ------------- | ----------------------------- | ------------------- | -------------------- |
| 1986 | Hanna Kennedy | Maria Stuart Per Olov Enquist | Johan Bergenstråhle | Det Kongelige Teater |

## Utmärkelser
- Ole Haslunds Kunstnerfonds legat,  1976[4]
- Tagea Brandts rejselegat for kvinder,  1981[4]
- Riddare av Dannebrogorden,  3 december 1984[5][6]
- Olaf Poulsens Mindelegat,  1986[4]
- Ole Haslunds Kunstnerfonds legat,  1994[4]
- Olaf Poulsens Mindelegat,  1994[4]

[Redigera Wikidata]